# Longicaudus himalayensis
Longicaudus himalayensis är en insektsart. Longicaudus himalayensis ingår i släktet Longicaudus och familjen långrörsbladlöss. Inga underarter finns listade i Catalogue of Life.